# European League femminile 2015
L'European League femminile 2015 si è svolta dal 31 luglio al 13 settembre 2015: al torneo hanno partecipato sei squadre nazionali europee e la vittoria finale è andata per la prima volta all'Ungheria.

## Regolamento

### Formula
Le squadre hanno disputato una fase a girone con formula del girone all'italiana, con ogni gara giocata due volte: al termine della prima fase le prime quattro classificate hanno acceduto alla fase finale per il primo posto strutturata in semifinali e finale, entrambe giocate con gare di andata e ritorno (coi punteggi di 3-0 e 3-1 sono stati assegnati 3 punti alla squadra vincente e 0 a quella perdente, col punteggio di 3-2 sono stati assegnati 2 punti alla squadra vincente e 1 a quella perdente; in caso di parità di punti dopo le due partite è stato disputato un golden set).

### Criteri di classifica
Se il risultato finale è stato di 3-0 o 3-1 sono stati assegnati 3 punti alla squadra vincente e 0 a quella sconfitta, se il risultato finale è stato di 3-2 sono stati assegnati 2 punti alla squadra vincente e 1 a quella sconfitta.
L'ordine del posizionamento in classifica è stato definito in base a:
- Numero di partite vinte;
- Punti;
- Ratio dei set vinti/persi;
- Ratio dei punti realizzati/subiti;
- Risultati degli scontri diretti.

## Squadre partecipanti
| Squadra  | Qualificazione | Ultima partecipazione |
| -------- | -------------- | --------------------- |
| Georgia  | Wild card      | Debutto               |
| Grecia   | Wild card      | European League 2014  |
| Israele  | Wild card      | European League 2013  |
| Polonia  | Wild card      | European League 2014  |
| Turchia  | Wild card      | European League 2014  |
| Ungheria | Wild card      | European League 2013  |

## Torneo

### Fase a girone

#### Risultati
| 31 luglio 2015 Metrowest Sport Palace, Ra'anana Durata: 2h:16 - Spettatori: 500        | Israele  | 2 - 3 | Polonia  | 25-20, 21-25, 25-22, 25-27, 10-15 |
| 1º agosto 2015 Metrowest Sport Palace, Ra'anana Durata: 1h:27 - Spettatori: 500        | Israele  | 3 - 0 | Polonia  | 25-23, 25-23, 25-19               |
| 30 luglio 2015 Chalkiopoulio Sports Hall, Lamia Durata: 1h:37 - Spettatori: 500        | Grecia   | 0 - 3 | Turchia  | 22-25, 23-25, 21-25               |
| 31 luglio 2015 Chalkiopoulio Sports Hall, Lamia Durata: 2h:10 - Spettatori: 500        | Grecia   | 3 - 1 | Turchia  | 27-25, 23-25, 25-22, 26-24        |
| 1º agosto 2015 Városi Sportcsarnok, Békéscsaba Durata: 1h:05 - Spettatori: 800         | Ungheria | 3 - 0 | Georgia  | 25-12, 25-15, 25-12               |
| 2 agosto 2015 Városi Sportcsarnok, Békéscsaba Durata: 1h:01 - Spettatori: 600          | Ungheria | 3 - 0 | Georgia  | 25-11, 25-12, 25-11               |
| 7 agosto 2015 Hala Widowiskowo-Sportowa, Kalisz Durata: 2h:00 - Spettatori: 1 340      | Polonia  | 3 - 2 | Grecia   | 12-25, 25-18, 19-25, 25-22, 15-13 |
| 8 agosto 2015 Hala Widowiskowo-Sportowa, Kalisz Durata: 1h:40 - Spettatori: 1 490      | Polonia  | 1 - 3 | Grecia   | 11-25, 23-25, 25-19, 18-25        |
| 8 agosto 2015 New Volleyball Arena, Tbilisi Durata: 1h:10 - Spettatori: 200            | Georgia  | 0 - 3 | Israele  | 21-25, 17-25, 20-25               |
| 9 agosto 2015 New Volleyball Arena, Tbilisi Durata: 2h:04 - Spettatori: 100            | Georgia  | 2 - 3 | Israele  | 27-29, 25-21, 16-25, 25-23, 10-15 |
| 7 agosto 2015 Başkent Voleybol Salonu, Ankara Durata: 1h:13 - Spettatori: 750          | Turchia  | 3 - 0 | Ungheria | 25-14, 25-14, 25-21               |
| 8 agosto 2015 Başkent Voleybol Salonu, Ankara Durata: 1h:15 - Spettatori: 800          | Turchia  | 3 - 0 | Ungheria | 26-24, 25-15, 25-10               |
| 15 agosto 2015 New Volleyball Arena, Tbilisi Durata: 1h:16 - Spettatori: 150           | Georgia  | 0 - 3 | Polonia  | 22-25, 19-25, 22-25               |
| 16 agosto 2015 New Volleyball Arena, Tbilisi Durata: 1h:35 - Spettatori: 150           | Georgia  | 1 - 3 | Polonia  | 14-25, 23-25, 25-20, 10-25        |
| 14 agosto 2015 Metrowest Sport Palace, Ra'anana Durata: 2h:08 - Spettatori: 510        | Israele  | 3 - 2 | Turchia  | 21-25, 25-22, 20-25, 25-23, 15-13 |
| 15 agosto 2015 Metrowest Sport Palace, Ra'anana Durata: 1h:19 - Spettatori: 650        | Israele  | 0 - 3 | Turchia  | 14-25, 21-25, 22-25               |
| 15 agosto 2015 Érd Aréna, Érd Durata: 2h:01 - Spettatori: 600                          | Ungheria | 1 - 3 | Grecia   | 25-21, 19-25, 23-25, 21-25        |
| 16 agosto 2015 Érd Aréna, Érd Durata: 1h:53 - Spettatori: 700                          | Ungheria | 3 - 1 | Grecia   | 25-15, 25-17, 22-25, 26-24        |
| 22 agosto 2015 İzmir Atatürk Voleybol Salonu, Smirne Durata: 1h:18 - Spettatori: 950   | Turchia  | 3 - 0 | Polonia  | 25-19, 25-13, 25-18               |
| 23 agosto 2015 İzmir Atatürk Voleybol Salonu, Smirne Durata: 1h:54 - Spettatori: 640   | Turchia  | 3 - 1 | Polonia  | 25-21, 23-25, 25-12, 25-14        |
| 22 agosto 2015 Érd Aréna, Érd Durata: 1h:17 - Spettatori: 600                          | Ungheria | 3 - 0 | Israele  | 25-16, 25-11, 25-15               |
| 23 agosto 2015 Érd Aréna, Érd Durata: 2h:04 - Spettatori: 800                          | Ungheria | 3 - 2 | Israele  | 25-15, 21-25, 25-14, 25-27, 15-7  |
| 21 agosto 2015 Indoor Sports Hall, Megalopoli Durata: 1h:04 - Spettatori: 980          | Grecia   | 3 - 0 | Georgia  | 25-12, 25-16, 25-11               |
| 22 agosto 2015 Indoor Sports Hall, Megalopoli Durata: 1h:04 - Spettatori: 810          | Grecia   | 3 - 0 | Georgia  | 25-14, 25-17, 25-9                |
| 28 agosto 2015 Hala OSiR II, Zawiercie Durata: 1h:20 - Spettatori: 1 000               | Polonia  | 0 - 3 | Ungheria | 13-25, 21-25, 18-25               |
| 29 agosto 2015 Hala OSiR II, Zawiercie Durata: 1h:38 - Spettatori: 900                 | Polonia  | 1 - 3 | Ungheria | 19-25, 25-15, 13-25, 18-25        |
| 29 agosto 2015 İzmir Atatürk Voleybol Salonu, Smirne Durata: 1h:07 - Spettatori: 1 200 | Turchia  | 3 - 0 | Georgia  | 25-8, 25-14, 25-17                |
| 30 agosto 2015 İzmir Atatürk Voleybol Salonu, Smirne Durata: 1h:00 - Spettatori: 950   | Turchia  | 3 - 0 | Georgia  | 25-13, 25-11, 25-12               |
| 28 agosto 2015 Metrowest Sport Palace, Ra'anana Durata: 1h:24 - Spettatori: 394        | Israele  | 0 - 3 | Grecia   | 20-25, 20-25, 20-25               |
| 29 agosto 2015 Metrowest Sport Palace, Ra'anana Durata: 2h:20 - Spettatori: 492        | Israele  | 3 - 2 | Grecia   | 25-21, 23-25, 26-24, 19-25, 15-10 |

#### Classifica
| Pos. | Squadra  | Pt | G  | V | P  | SV | SP | Ratio | PF  | PS  | Ratio |
| ---- | -------- | -- | -- | - | -- | -- | -- | ----- | --- | --- | ----- |
| 1    | Turchia  | 25 | 10 | 8 | 2  | 27 | 7  | 3.857 | 828 | 625 | 1.324 |
| 2    | Ungheria | 20 | 10 | 7 | 3  | 22 | 13 | 1.692 | 785 | 658 | 1.193 |
| 3    | Grecia   | 20 | 10 | 6 | 4  | 23 | 15 | 1.533 | 871 | 777 | 1.121 |
| 4    | Israele  | 14 | 10 | 5 | 5  | 19 | 21 | 0.904 | 830 | 884 | 0.938 |
| 5    | Polonia  | 10 | 10 | 4 | 6  | 15 | 23 | 0.652 | 766 | 851 | 0.900 |
| 6    | Georgia  | 1  | 10 | 0 | 10 | 3  | 30 | 0.100 | 523 | 808 | 0.647 |

### Fase finale

#### Semifinali

##### Andata
| 3 settembre 2015 Metrowest Sport Palace, Ra'anana Durata: 1h:16 - Spettatori: 450 | Israele | 0 - 3 | Turchia  | 15-25, 18-25, 20-25               |
| 3 settembre 2015 Indoor Sports Hall, Megalopoli Durata: - Spettatori:             | Grecia  | 2 - 3 | Ungheria | 24-26, 19-25, 25-22, 25-23, 11-15 |

##### Ritorno
| 6 settembre 2015 İzmir Atatürk Voleybol Salonu, Smirne Durata: 1h:21 - Spettatori: 1 200 | Turchia | 3 - 0 | Israele  | 25-10, 25-21, 25-19        |
| 6 settembre 2015 Szombathely Sports Hall, Szombathely Durata: 1h:46 - Spettatori: 650    | Grecia  | 3 - 1 | Ungheria | 22-25, 25-19, 25-11, 25-17 |

#### Finale

##### Andata
| 10 settembre 2015 Érd Aréna, Érd Durata: 1h:36 - Spettatori: 1 700 | Ungheria | 3 - 0 | Turchia | 25-23, 25-23, 25-21 |

##### Ritorno
| 13 settembre 2015 İzmir Atatürk Voleybol Salonu, Smirne Durata: 2h:02 - Spettatori: 4 100 | Turchia | 3 - 1 | Ungheria | 23-25, 25-21, 25-21, 25-18 Golden set: 13-15 |

## Podio

### Campione
Template:Ungheria femminile pallavolo European League 2015

### Secondo posto
Template:Turchia femminile pallavolo European League 2015

## Classifica finale
| Pos | Squadra  |
| --- | -------- |
|     | Ungheria |
|     | Turchia  |
| 3   | Grecia   |
| 3   | Israele  |
| 5   | Polonia  |
| 6   | Georgia  |